# Samson et Dalila
Samson et Dalila (Samsó i Dalila) és una òpera en tres actes composta per Camille Saint-Saëns sobre un llibret en francès de Ferdinand Lemaire. Va ser estrenada el 2 de desembre de 1877, en una versió en alemany, al Gran Teatre Ducal de Weimar, Alemanya. L'obra, basada en la història bíblica de la seducció de Samsó per Dalila, és l'única òpera del compositor que forma part del repertori estàndard francès —alguns teatres d'altres països la programen habitualment, especialment el Metropolitan Opera de Nova York— tot i que alguna vegada es reposen altres òperes de Saint-Saëns com ara La Princesse jaune o Henri VIII.
Samson et Dalila és segurament l'òpera més ben orquestrada de Saint-Saëns, amb tots els personatges sobrenaturals, veritablement bíblics, i per aquests motius s'aproxima més a l'estil oratori que al del drama.
L'òpera es basa en el conte bíblic de Samsó i Dalila que es troba al capítol 16 del Llibre dels jutges de l'⁣Antic Testament. És l'única òpera de Saint-Saëns que es representa habitualment. L'escena d'amor del segon acte a la carpa de Dalila és una de les escenografies que defineixen l'òpera francesa. Dues de les àries de Dalila són especialment conegudes: Printemps qui commence ("Comença la primavera") i Mon cœur s'ouvre à ta voix ("El meu cor s'obre a la teva veu"), aquesta última és una de les peces de recital més populars del repertori de mezzosoprano.

## Història de la composició
A mitjans del segle xix, un renaixement de l'interès per la música coral va arrasar França, i Saint-Saëns, admirador dels oratoris de Händel i Mendelssohn, va fer plans per compondre un oratori sobre el tema de Samsó i Dalila, tal com va suggerir Voltaire en el llibret de Samson per a Rameau. El compositor va començar a treballar sobre el tema el 1867, només dos anys després d'haver acabat la seva primera òpera (i encara no interpretada), Le timbre d'argent. Saint-Saëns s'havia acostat a Ferdinand Lemaire, el marit d'un dels cosins de la seva dona, per escriure un llibret per a l'oratori, però Lemaire va convèncer el compositor que la història s'adaptava millor a una òpera.

Saint-Saëns va escriure més tard:
Un jove parent meu s'havia casat amb un jove encantador que a més escrivia versos. Em vaig adonar que era dotat i que, de fet, tenia un talent real. Li vaig demanar que treballés amb mi en un oratori sobre un tema bíblic. «Un oratori!», va dir, «no, fem-ne una òpera!», i va començar a buscar la Bíblia mentre jo esbossava el pla de l'obra, fins i tot dibuixant escenes, i deixant-li només la versificació per fer. Per alguna raó vaig començar la música amb l'acte 2, i la vaig tocar a casa davant d'un públic selecte que no en feu res.

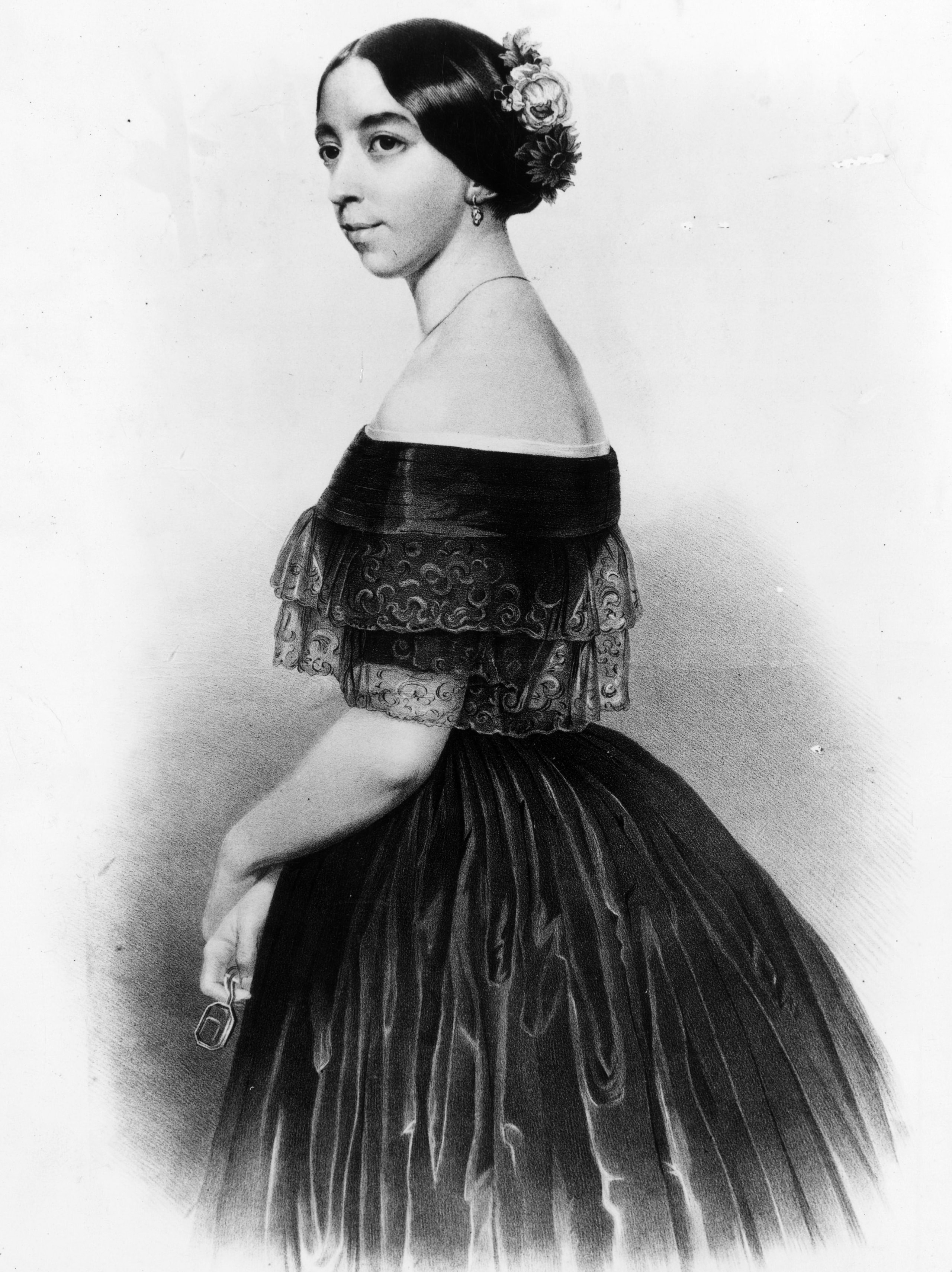
El paper de Dalila va ser escrit per a Pauline Viardot (1821–1910) (a la foto), però la cantant era massa gran per avaluar el paper per a l'estrena a Weimar el 2 de desembre de 1877 i el paper va ser confiat a Auguste von Müller.

Després que Lemaire acabés el llibret, Saint-Saëns va començar a compondre activament l'acte 2 de l'òpera, produint una ària per a Dalila, un duet per a Samson i Dalila i algunes peces musicals per al cor (algunes de les quals posteriorment van ser assignades a l'acte 1) durant 1867–1869. Des del principi, l'obra es va concebre com un gran duet entre Samson i Dalila enfrontat a la tempesta que s'acostava. Tot i que l'orquestració encara no estava acabada, l'acte 2 es va presentar en una actuació privada el 1870 just abans de l'esclat de la guerra francoprussiana amb Saint-Saëns tocant les parts orquestrals, en gran part improvisades, al piano. La compositora Augusta Holmès (Dalila), el pintor Henri Regnault (Samson) i Romain Bussine (gran sacerdot) van interpretar els seus papers a partir de llibres parcials. Malgrat molts precedents, el públic francès va reaccionar negativament a la intenció de Saint-Saëns de posar a escena un tema bíblic. L'alarma per part del públic va fer que abandonés la seva dedicació a l'òpera durant els dos anys següents.

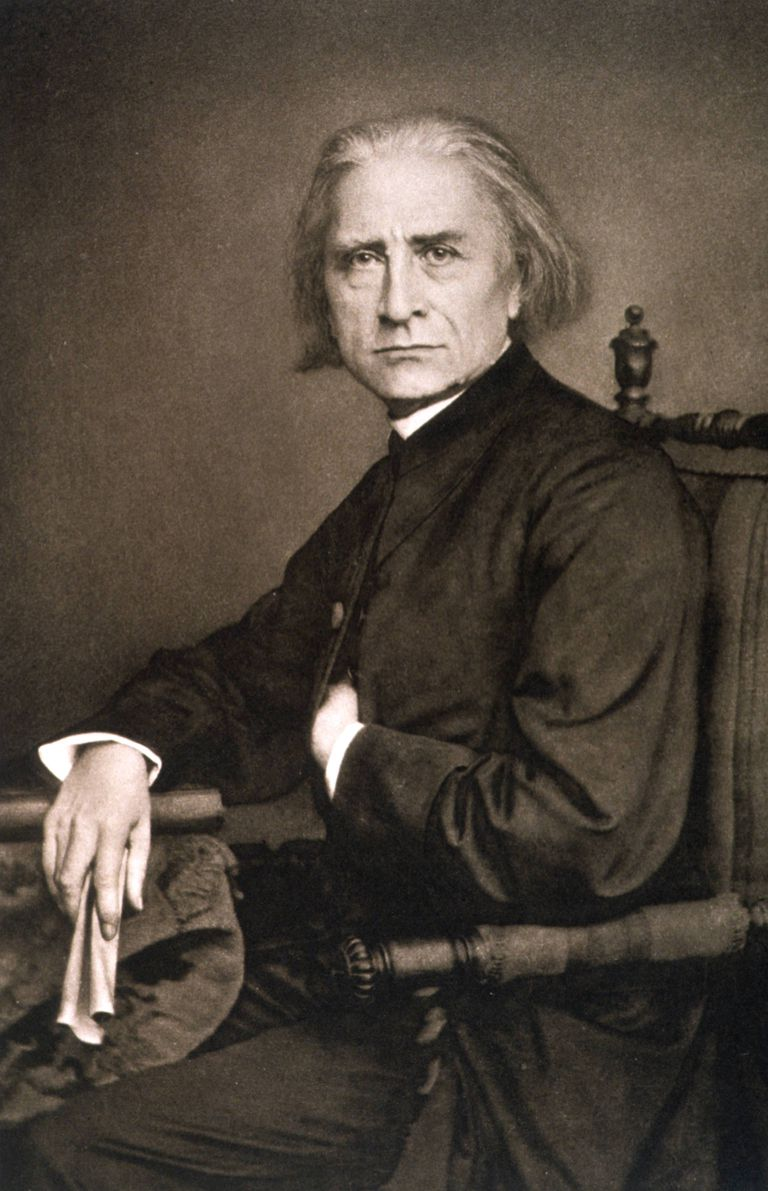
Franz Liszt (1811–1886) va ser un partidari entusiasta de Samson et Dalila i va ser fonamental per organitzar la primera producció a Weimar. (Fotografia, 1870)

L'estiu de 1872, poc temps després de l'estrena de la segona òpera de Saint-Saëns, La princesse jaune, el compositor va anar a Weimar per veure la primera reaparició de Das Rheingold de Wagner sota la batuta de Franz Liszt, l'antic director musical de la cort Weimar. Liszt estava molt interessat a produir noves obres de compositors talentosos i va persuadir Saint-Saëns perquè acabés Samsó i Dalila, fins i tot oferint-se a produir l'obra acabada a l'òpera gran-ducal de Weimar. Encoratjat, Saint-Saëns va començar a compondre l'acte 1 a finals de 1872 i hi va treballar esporàdicament durant els anys següents. Va escriure una gran quantitat de l'acte 1 i el va completar durant un viatge a Alger el 1874. En tornar a França el 1875, Saint-Saëns va presentar l'acte 1 a París al Théâtre du Châtelet en un format similar a la representació de l'acte 2 de 1870. El treball va ser durament rebut pels crítics musicals i no va aconseguir l'interès del públic. Aquest mateix any l'aclamada mezzosoprano Pauline Viardot, per a qui Saint-Saëns va escriure el paper de Dalila, va organitzar i interpretar en una actuació privada l'acte 2 a casa d'un amic a Croissy, amb el compositor al piano. Viardot era una gran admiradora de l'obra i esperava que aquesta actuació privada encoratgés a Halanzier, el director de l'⁣Òpera de París que hi assistia, a muntar una producció completa. Encara que Saint-Saëns va completar la partitura el 1876, cap teatre d'òpera de França va mostrar cap desig de posar en escena Samson et Dalila. No obstant això, el suport sostingut de Liszt va fer que l'obra fos muntada a Weimar el 1877.

## Historial de representacions

### Estrena a Weimar

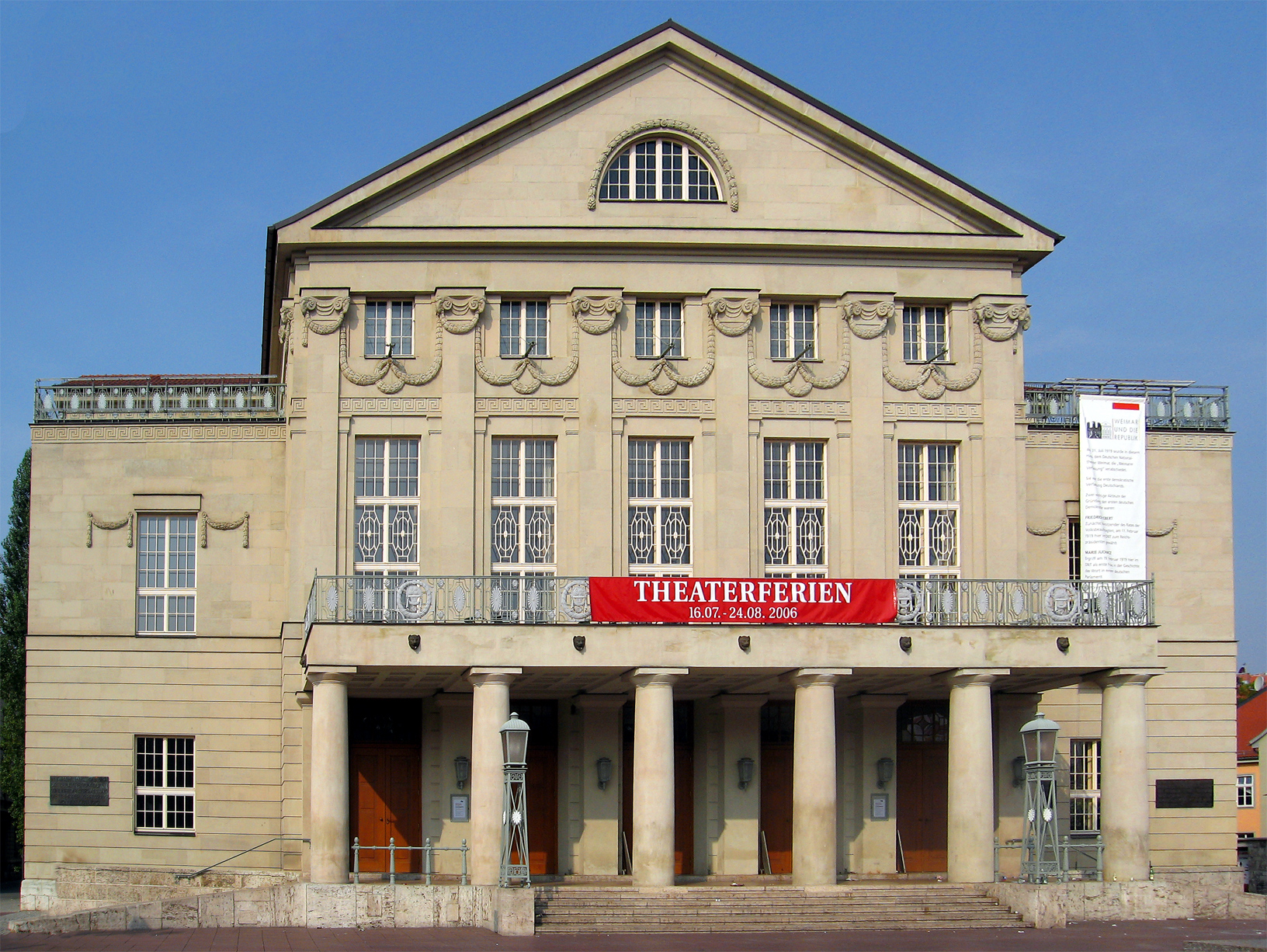
El Teatre Gran Ducal de Weimar (avui Staatskapelle Weimar) va ser el lloc de l'estrena completa de Samson et Dalila el 2 de desembre de 1877.

Encara que Liszt ja no era el director musical a Weimar, encara exercia una poderosa influència a la cort de Weimar. Eduard Lassen, el director que va seguir a Liszt a Weimar, devia gran part del seu èxit al seu cèlebre predecessor, i Liszt va utilitzar la seva influència per organitzar l'estrena de Samson et Dalila amb Lassen al podi durant la temporada 1877/1878. El llibret va ser degudament traduït a l'alemany per a la producció i la primera representació de l'òpera es va oferir el 2 de desembre de 1877 al Teatre Grossherzogliches (Teatre Gran Ducal). Viardot era massa gran per cantar Dalila, així que el paper va ser confiat a Auguste von Müller, un intèrpret resident a l'òpera de Weimar. Tot i que va tenir un èxit rotund entre la crítica i el públic de Weimar, l'òpera no va ser immediatament reviscuda en altres teatres d'òpera.

### Inici de la popularitat internacional a la dècada de 1890
Després dels nombrosos contratemps que va patir en els seus primers anys, Samson et Dalila finalment van començar a cridar l'atenció dels grans teatres d'òpera del món durant la dècada de 1890. Tot i que la següent producció nova de Samson et Dalila va ser a Alemanya a l'Òpera Estatal d'Hamburg el 1882, després l'òpera no es va tornar a veure fins que es va representar per primera vegada a França al Théâtre des Arts de Rouen el 3 de març de 1890 amb Carlotta. Bossi com a Dalila i Jean-Alexandre Talazac com a Samson. L'òpera va rebre la seva estrena a París a l' Éden-Théâtre el 31 d'octubre de 1890 amb Rosine Bloch com a Dalila i Talazac cantant Samson una vegada més, aquesta vegada amb una acollida molt més càlida per part del públic de París. Durant els dos anys següents, es van fer actuacions a Bordeus, Ginebra, Tolosa de Llenguadoc, Nantes, Dijon i Montpeller. L'⁣Òpera de París finalment va posar en escena l'òpera el 23 de novembre de 1892 en una actuació sota la supervisió de Saint-Saëns dirigida per Édouard Colonne amb Blanche Deschamps-Jéhin com Dalila i Edmond Vergnet com Samson. Dirigida per Lapissida, la posada en escena va comptar amb vestuari de Charles Bianchini i escenografies d'Amable i Eugène Gardy (actes 1 i 2), i Eugène Carpezat (acte 3). L'actuació va ser elogiada tant per la crítica com per l'espectador.

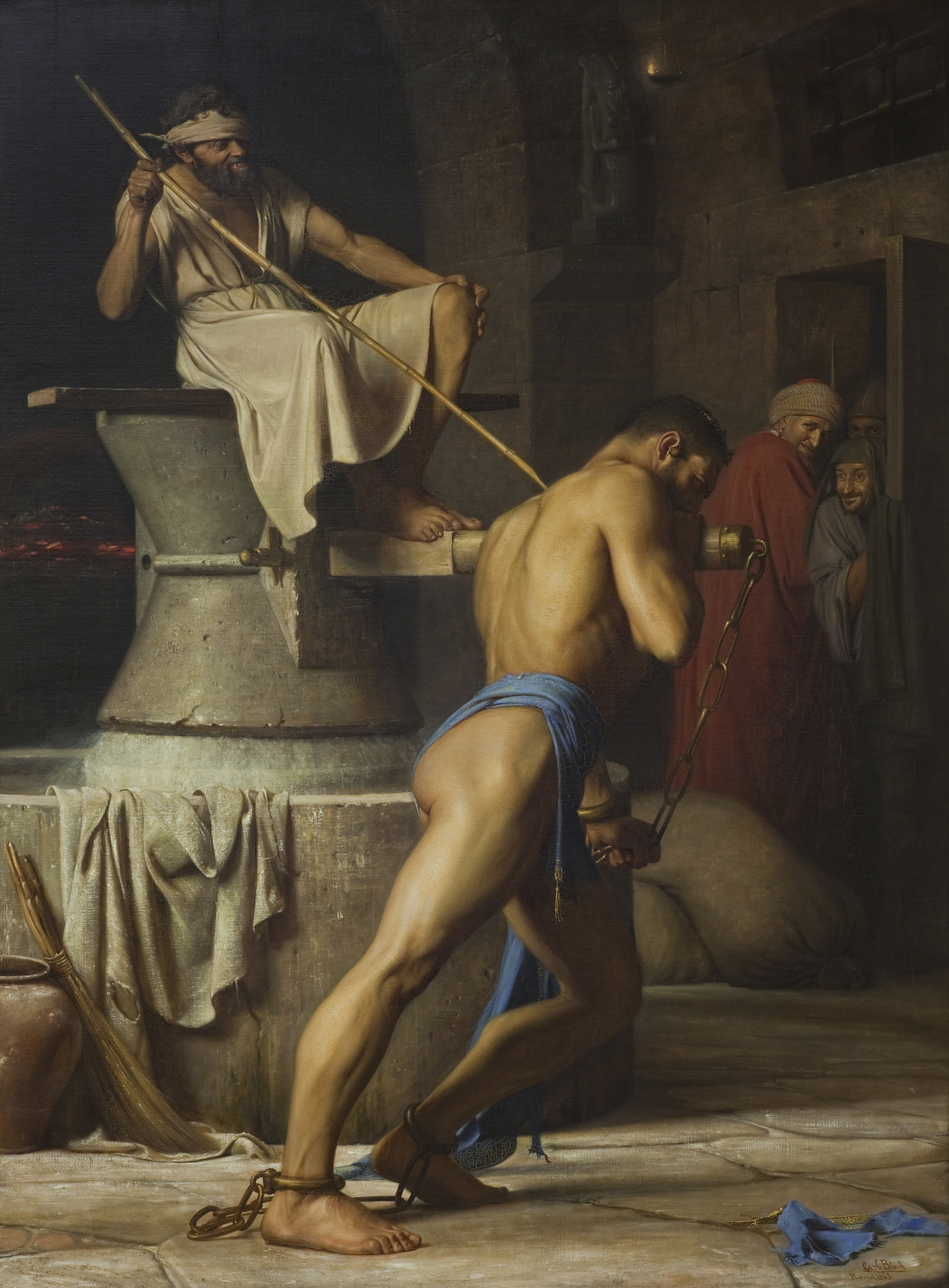
Samson at the Treadmill (Carl Bloch, 1834–1890)

Samson et Dalila també va guanyar una gran popularitat fora de França durant la dècada de 1890. L'òpera va debutar amb èxit a Mònaco a l'⁣Òpera de Monte-Carlo el 15 de març de 1892. Això va ser seguit per l'estrena de l'òpera als Estats Units al Carnegie Hall en una versió de concert el 25 de març de 1892. La primera representació escènica de l'òpera als Estats Units va tenir lloc a l'⁣Òpera francesa de Nova Orleans el 4 de gener de 1893. La primera de moltes produccions al Metropolitan Opera de Nova York es va celebrar el 2 de febrer de 1895, amb Eugenia Mantelli com a Dalila, Francesco Tamagno com a Samson i Pol Plançon interpretant tant Abimélech com l'antic hebreu. Hi ha alguna evidència que els decorats per a la producció del Met havien estat extrets d'algunes de les seves altres òperes, i a la segona representació d'aquella temporada l'obra es va donar en concert, amb les seqüències del ballet omeses; d'aquesta forma l'obra va viatjar a Boston, on es va representar el 3 de març de 1895.
L'òpera es va estrenar a Itàlia al Teatre Pagliano (Teatro Verdi (Florència)) el 26 de març de 1892. L'òpera es va presentar a Venècia al Teatre La Fenice el 8 de març de 1893 amb Elisa Persini com a Dalila i Augusto Brogi com a Samson. L'obra es va presentar per primera vegada a La Scala el 17 de gener de 1895 amb Renée Vidal com a Dalila i Emanuele Lafarge com a Samson. Va ser seguida per la seva primera actuació al Teatro Regio di Torino el 6 de gener de 1897 amb Alice Cucini i Irma De Spagni alternant-se com Dalila i Hector Dupeyron com Samson. L'obra es va representar per primera vegada al Teatro Regio di Parma aquell mateix any i es va muntar al Teatro Comunale di Bologna el 1899.
A Anglaterra, l'òpera es va representar per primera vegada el 25 de setembre de 1893 a la Royal Opera House de Covent Garden. Tot i que la companyia tenia previst representar l'obra en una producció totalment escènica, Lord Chamberlain es va oposar a què es muntés una obra bíblica i la companyia es va veure obligada a presentar l'òpera en una versió de concert. No es va posar en escena a Londres fins al 1909, quan finalment es va aixecar la prohibició. Louise Kirkby Lunn va interpretar Dalila i Charles Fontaine va interpretar Samson a la producció de 1909. Posteriorment, Paul Franz va substituir Fontaine en el paper del protagonista, guanyant-se els elogis del compositor tant per la qualitat de la seva veu com per la seva interpretació.

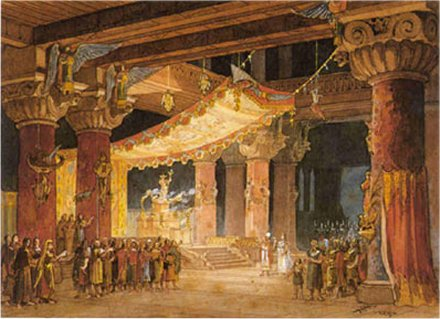
Decorats de Francesc Soler i Rovirosa per l'estrena al Liceu de 1897

A Catalunya s'estrenà al Gran Teatre del Liceu de Barcelona el 9 de gener de 1897, dirigida per Cleofonte Campanini. L'èxit de l'actuació del primer dia va anar en crescendo. El primer acte només va cridar l'atenció del públic una nota brava del tenor Franco Cardinali. El ballet va quedar apagat per la manca d'un c os més gran de violins. No va agradar la interpretació poc segura de la jove soprano argentina Amanda Campodonico. El segon acte va anar millor amb el duo Mon coeur s'ouvre à ta voix. L'apoteosi va arribar al tercer acte sobretot amb els decorats esplèndids de Francesc Soler i Rovirosa. La dansa de les sacerdotesses va fer embogir al públic que va obligar la seva repetició.

### Segles XX i XXI

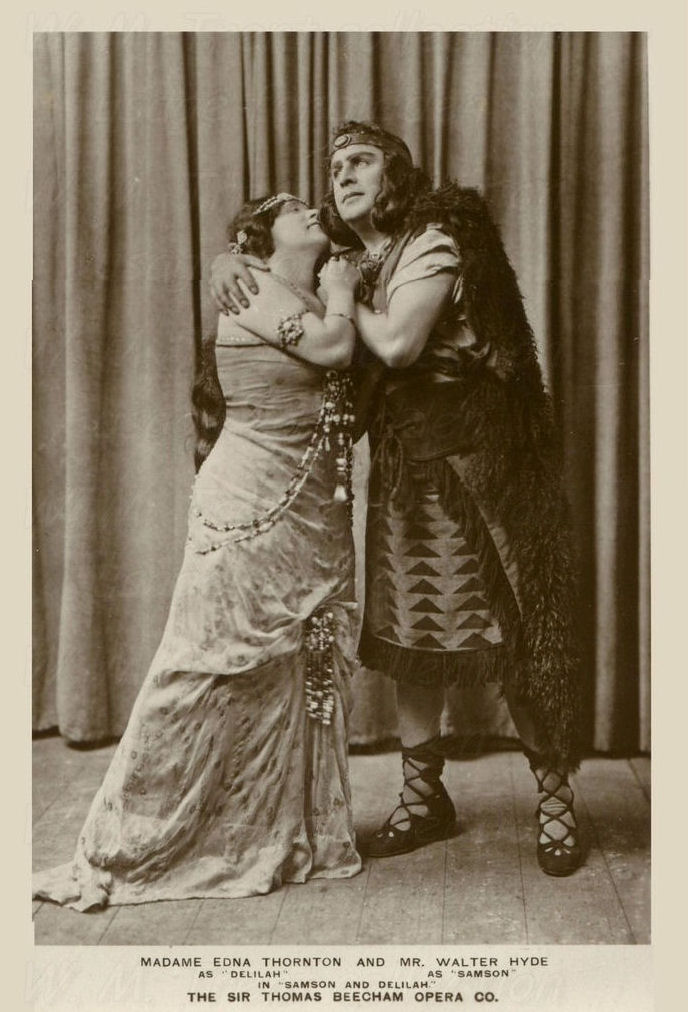
Walter Hyde i Edna Thornton a la producció londinenca de 1919 de Samson and Delilah dirigida per Sir Thomas Beecham

El 1906, Samson et Dalila havien rebut més de 200 actuacions en l'àmbit internacional. L'òpera ha continuat tenint una popularitat moderada des d'aleshores i, tot i que no es troba entre les òperes més representades, l'obra s'ha convertit en una part del repertori estàndard de representacions d'òpera a la majoria dels grans teatres d'òpera. L'òpera ha estat reviscuda nombroses vegades no només a Europa i Amèrica del Nord, sinó també a Amèrica del Sud, Austràlia i Àsia. Tot i que cap de les òperes posteriors de Saint-Saëns va patir les tribulacions suportades per Samson et Dalila durant els seus primers anys, cap de les seves altres obres tampoc ha aconseguit el mateix èxit durador.
A Amèrica del Nord, a la contralt francesa Jeanne Gerville-Réache se li atribueix en gran manera la popularització de l'obra als Estats Units i al Canadà durant el començament del segle xx. Réache va interpretar per primera vegada el paper de Dalila amb la Manhattan Opera Company a la ciutat de Nova York el 1908 i va continuar cantant el paper diverses vegades més durant els següents set anys, incloses actuacions a Filadèlfia, Boston, Chicago i Mont-real (per a l'estrena canadenca el 1915).
El Metropolitan Opera va reviure l'òpera en la seva temporada 1915/1916 amb Margaret Matzenauer com a Dalila, Enrico Caruso com a Samson i Pasquale Amato com a gran sacerdot. Des de llavors, la companyia ha posat en escena produccions de l'òpera almenys una vegada cada dècada oferint més de 200 representacions de l'obra. Plácido Domingo va actuar com a Samson a la producció de l'Òpera de San Francisco de 1981 protagonitzada per Shirley Verrett, amb Julius Rudel i a la producció de l'Òpera Metropolitana de 1998 amb Olga Borodina. Les produccions més recents de l'òpera del Metropolitan han estat el 2006, amb Marina Domashenko i Olga Borodina alternant-se com a Dalila, i el 2018 amb Elīna Garanča i Roberto Alagna. La Lyric Opera of Chicago va fer la seva primera representació de l'òpera el novembre de 1962 amb Rita Gorr com a Delilah i Hans Kaart com a Samsó. La companyia ha recuperat el treball nombroses vegades des de llavors, l'última en la seva temporada 2003/2004 amb Olga Borodina com a Dalila i José Cura com a Samson. Així mateix, l'Òpera de San Francisco ha posat en escena l'òpera en 10 ocasions al llarg de la seva història amb la seva primera representació l'any 1925, amb Marguerite d'Alvarez i Fernand Ansseau en els papers principals, i la seva darrera actuació el 2008, amb Borodina i Clifton Forbis.
Samson et Dalila es va convertir en una presència constant als teatres d'òpera d'Europa. El 1920, només l'Òpera de París havia ofert més de cinc-centes representacions de l'òpera. En les dècades posteriors a la Segona Guerra Mundial, el públic europeu l'escoltava menys sovint; però des de la dècada de 1980 ha recuperat bona part de la seva antiga popularitat continental. Les produccions europees recents inclouen actuacions a La Scala, Milà, l'any 2002 (Domingo i Borodina); la Royal Opera House, Covent Garden, el 2004 (Denyce Graves i José Cura) i de nou el 2022; la Royal Swedish Opera el 2008 (Anna Larsson i Lars Cleveman ).
Al llarg de la seva història, Samson et Dalila ha servit de vehicle estrella per a molts cantants. El paper de Dalila és considerat com un dels grans papers d'òpera per a la mezzosoprano.

## Llibret
Tot i que el llibret de Samsó et Dalila està extret del capítol 16 del Llibre dels jutges, l'òpera no inclou els relats dels actes heroics de Samsó que li van valer tant la fama com el lideratge entre els hebreus. S'ometen els relats de la matança d'un lleó per part de Samsó i el seu triomf sobre 1.000 filisteus mentre empunyava només la mandíbula d'un ase. Saint-Saëns i el seu llibretista probablement van fer aquesta elecció perquè la història es concentrés en Dalila. Per tant, Samsó es presenta com un líder inspirador més que com un heroi gairebé sobrenatural de la Bíblia. És el seu cor vulnerable i tendre i la seva susceptibilitat a les protestes d'amor d'una dona dissimulada que és el focus de la trama. Delilah és retratada com una dona manipuladora, amb ganes de venjar-se. Els nombrosos intents de Samsó per ocultar el secret de la seva força al relat bíblic només són referenciats per Dalila en el seu duet amb el gran sacerdot a l'òpera, i la revelació que la seva força resideix en els seus cabells es produeix fora de l'escenari. L'òpera inclou material que no es troba a la Bíblia, com ara la mort d'Abimèlec a l'acte 1.

## Argument
L'òpera està basada en l'episodi de Samsó i Dalila de l'Antic Testament, concretament en els capítols 13 al 16 del Llibre dels Jutges i en el Llibre dels Proverbis, Llibre dels Salms i en el Càntic dels Càntics. Narra la història del més famós jutge d'Israel, consagrat des del ventre de sa mare per a ser el líder del poble elegit, dotat d'una força espiritual i física sobrehumana, capaç de destruir a l'exèrcit filisteu només amb el poder del seu braç. La força tenia una condició, un "recordatori diví" que Samsó continuava sent un home i, per tant, vulnerable al pecat i la debilitat: la seua força raïa en el seu llarg cabell i si alguna cosa li succeïa al seu cabell, la perdria (de forma certament semblant al taló d'Aquil·les).
Samsó és vençut per un enemic sense armes i desproveït de força física: una seductora filistea anomenada Dalila, triada pel summe sacerdot del culte de Dagan per a enamorar Samsó i així poder arrancar-li el seu secret i derrotar-lo. La passió carnal que Dalila desperta en Samsó fa que aquest oblidi la seua missió divina i, deixant-se portar pels seus sentiments i instints, li reveli el seu secret com a penyora d'amor. Dalila, mentre Samsó dorm, li talla el cabell i l'entrega als soldats filisteus, que li arranquen els ulls, i l'encadenen com a esclau a una sénia per a ser vexat i humiliat per l'idòlatra poble filisteu.
Samsó, derrotat i traït, es lamenta, implorant perdó i rebent les recriminacions del seu poble. En una cerimònia en honor de Dagan, fals déu filisteu, en la que Samsó seria l'"invitat d'honor" per a demostrar-li que Dagan era un vertader déu; no com el Déu d'Israel, implora al Senyor per la seua força sobrenatural, per a poder oferir en sacrifici la seua vida i la dels pagans filisteus que gosen blasfemar el seu sant nom.
Conduït al temple, Samsó exclama la seua última alabança al cel i enderroca les columnes, desplomant-se el temple i sepultant-se en vida amb els filisteus, inclosa Dalila.

### Acte I
Lloc: Gaza
Temps: al voltant de 1150 aC, en temps bíblics
L'entrada al temple de Dagan en la ciutat de Gaza
Els israelites, sota el jou dels filisteus es rebel·len contra els seus opressors conduïts per Samsó, un dels jutges d'Israel. Samsó mata el sàtrapa Abimelec i el summe sacerdot es veu obligat a fugir. Però Samsó ha estat seduït per una bella filistea, Dalila, que el tempta a deixar-se endur pels plaers de l'amor.

### Acte II
L'habitatge de Dalila en la Vall de Sorek
Dalila sedueix Samsó mostrant-se com una dona sensible i afligida per les barreres ètniques i religioses que impedeixen la seua felicitat. Destaca la meravellosa ària-duo de Dalila (Mon coeur s'ouvre à ta voix), vertader moment culminant de l'obra, la seducció de Dalila i la flaquesa de Samsó.

### Acte III
Escena 1. Una presó a Gaza
Samsó, cec i esclavitzat mentre fa girar la sénia, eleva el seu famós lament al cel (Vois ma misère) i rep els reprotxes del seu poble.
Interludi musical
Escena 2. Interior del temple de Dagan
Com a preparació a la cerimònia pagana, s'executa la famosa Bacanal on es mostra la baixesa moral dels infidels. Acaba l'òpera amb una última invocació divina de Samsó lligat a les columnes del temple, i la posterior immolació de l'heroi hebreu.

## Enregistraments
| Any  | Elenc: Samson, Dalila, Grand-prétre de Dagon, Abimélech)              | Director, Teatre d'òpera i orquestra                                 | Segell                                       |
| ---- | --------------------------------------------------------------------- | -------------------------------------------------------------------- | -------------------------------------------- |
| 1936 | René Maison, Gertrud Pålson-Wettergren, Ezio Pinza, John Gurney       | Maurice Abravanel, Metropolitan Opera Orchestra and Chorus           | CD: Guild Cat: 2273                          |
| 1941 | René Maison, Risë Stevens, Leonard Warren, Norman Cordon              | Wilfrid Pelletier, Metropolitan Opera Orchestra and Chorus           | CD: Omega Opera Archive                      |
| 1946 | José Luccioni, Hélène Bouvier, Paul Cabanel, Charles Cambon           | Louis Fourestier, Òpera de París                                     | CD: Naxos Cat: 8.110063-64                   |
| 1948 | José Luccioni, Susanne Lefort, Pierre Nougaro, Ernest Mestrallet      | Eugène Bigot, Grand Théâtre de Genève                                | CD: Malibran Music Cat: MR502                |
| 1948 | Lorenz Fehenberger, Res Fischer, Fred Destal, Max Eibel               | Hans Altman, Orchester und Chor des Bayerischen Rundfunks            | CD: Walhall Cat: WLCD 0040                   |
| 1949 | Ramón Vinay, Risë Stevens, Robert Merrill, Osie Hawkins               | Emil Cooper, Metropolitan Opera Orchestra and Chorus                 | CD: Omega Opera Archive                      |
| 1953 | Ramón Vinay, Risë Stevens, Sigurd Björling, Norman Scott              | Fausto Cleva, Metropolitan Opera Orchestra and Chorus                | CD: Omega Opera Archive                      |
| 1954 | Jan Peerce, Risë Stevens, Robert Merrill                              | Robert Shaw, NBC Symphony Orchestra i la Robert Shaw Chorale         | CD: RCA Victor Cat: LM 1848                  |
| 1955 | Ramón Vinay, Ebe Stignani, Antonio Manca-Serra, Giovanni Amodeo       | Fritz Rieger, Teatro di San Carlo                                    | CD: Bongiovanni Cat: HOCO 31                 |
| 1956 | Set Svanholm, Blanche Thebom, Sigurd Björling                         | Herbert Sandberg, Òpera Reial de Suècia                              | CD: Caprice Cat: CAP 22054                   |
| 1963 | Jon Vickers, Rita Gorr, Ernest Blanc, Anton Diakov                    | Georges Prêtre, Orchestre du Théâtre National de l'Opéra de Paris    | CD: EMI classics                             |
| 1964 | Jon Vickers, Oralia Domínguez, Ernest Blanc, Henk Driessen            | Jean Fournet, Netherlands Radio Symphony Orchestra                   | CD: Opera D'oro                              |
| 1970 | Richard Cassily, Shirley Verrett, Robert Massard, Giovanni Foiani     | Georges Prêtre, Orquestra do Teatro alla Scala                       | CD: Opera D'oro                              |
| 1973 | James King, Christa Ludwig, Bernd Weikl, Alexander Malta              | Giuseppe Patanè, Münchner Rundfunkorchester                          | CD: BMG Cat: 779-2-RG                        |
| 1978 | Plácido Domingo, Elena Obraztsova, Renato Bruson, Pierre Thau         | Daniel Barenboim, Orchestre et Choeur de Paris                       | CD: Deutsche Grammophon Cat: 413 297-2       |
| 1981 | Plácido Domingo, Shirley Verrett, Wolfgang Brendel, Arnold Voketaitis | Julius Rudel, San Francisco Opera orchestra and chorus               | DVD: Kultur Video Cat: 032031 00109 1        |
| 1982 | Jon Vickers, Shirley Verrett, Jonathan Summers, John Tomlinson        | Sir Colin Davis, Royal Opera House orchestra and chorus              | DVD: Kultur Video Cat: 032031 00109 1        |
| 1989 | José Carreras, Agnes Baltsa, Jonathan Summers, Simon Estes            | Sir Colin Davis, Orquestra Simfònica de la Ràdio Bavaresa            | CD: Philips                                  |
| 1991 | Plácido Domingo, Waltraud Meier, Alain Fondary, Jean-Philippe Courtis | Myung-whun Chung, Opéra Bastille                                     | CD: EMI Classics Cat: 54470-2                |
| 1998 | Plácido Domingo, Olga Borodina, Sergei Leiferkus, Richard Paul Fink   | James Levine, Metropolitan Opera orchestra and chorus                | DVD: Deutsche Grammophon Cat: 00440 073 0599 |
| 1998 | José Cura, Olga Borodina, Jean-Philippe Lafont, Egils Siliņš          | Sir Colin Davis, London Symphony Orchestra & Chorus                  | CD: Elektra Records                          |
| 2007 | Clifton Forbis, Denyce Graves, Greer Grimsley, Philip Skinner         | Karen Keltner, San Diego Symphony Orchestra & San Diego Opera Chorus | CD: Premiere Opera Ltd Cat: CDNO 2793-2      |